# 쌍용쟁패 - 용봉가족
쌍용쟁패 - 용봉가족(龍鳳家族, 龍鳳茶樓: Lung Fung Restaurant)은 홍콩에서 제작된 반문걸 감독의 1990년 범죄, 멜로/로맨스 영화이다. 막소총 등이 주연으로 출연하였다.

## 출연

### 주연
- 막소총
- 주성치

### 조연
- 오맹달
- 황백문
- 천야룬
- 진가령
- 주철화
- 방평
- 진경상